# Tour de Suisse 1981
Die 45. Tour de Suisse fand vom 10. bis 19. Juni 1981 statt. Sie wurde in elf Etappen und einem Prolog über eine Distanz von 1.627,5 Kilometern ausgetragen.
Gesamtsieger wurde der Schweizer Beat Breu. Die Rundfahrt startete in Wohlen mit 103 Fahrern, von denen 72 Fahrer am letzten Tag in Zürich ins Ziel kamen.

## Ergebnisse
| Etappe     | Tag      | Start – Ziel              | km  | Etappensieger      | Gesamtwertung |
| ---------- | -------- | ------------------------- | --- | ------------------ | ------------- |
| Prolog     | 10. Juni | Wohlen                    | 10  | Peter Kehl         | Peter Kehl    |
| 1. Etappe  | 11. Juni | Wohlen – Uster            | 205 | Godi Schmutz       | Godi Schmutz  |
| 2. Etappe  | 12. Juni | Uster – Döttingen         | 205 | Roger De Vlaeminck | Theo de Rooij |
| 3. Etappe  | 13. Juni | Döttingen – Solothurn     | 103 | Roger De Vlaeminck | Theo de Rooij |
| 4. Etappe  | 13. Juni | Solthurn – Balmberg (BZF) | 12  | Beat Breu          | Beat Breu     |
| 5. Etappe  | 14. Juni | Solothurn – Genf          | 190 | Jan Bogaert        | Beat Breu     |
| 6. Etappe  | 15. Juni | Genf – Brig               | 231 | Guy Nulens         | Godi Schmutz  |
| 7. Etappe  | 16. Juni | Brig – Lugano             | 183 | Alfons De Wolf     | Godi Schmutz  |
| 8. Etappe  | 17. Juni | Lugano – Lugano           | 84  | Urs Freuler        | Godi Schmutz  |
| 9. Etappe  | 17. Juni | Lugano – Monte Brè (BZF)  | 9,5 | Beat Breu          | Beat Breu     |
| 10. Etappe | 18. Juni | Lugano – Laax             | 185 | Erwin Lienhard     | Beat Breu     |
| 11. Etappe | 19. Juni | Laax – Zürich             | 210 | Daniel Gisiger     | Beat Breu     |